# Alfred
Alfred je moško osebno ime.

## Izvor imena
Ime Alfred smo dobili od Nemcev, ki ime Alfred z različico Alfrand razlagajo s starosaksonskima besedama alf v pomenu »nočni duh, škrat« in rad »nasvet«.

## Različice imena
- moške različice imena: Al, Alfredo, Fred, Fredi, Fredo, Fredy
- ženska različica imena: Alfreda

## Tujejezikovne različice imena
- pri Angležih: Alfred; skrajšano: Freddy
- pri Italijanih: Alfredo; skrajšano: Freddo, Fredo
- pri Nemcih: Alfred; skrajšano: Alf, F--Cdbarnim 17:00, 7. oktober 2009 (CEST)--Cdbarnim 17:00, 7. oktober 2009 (CEST)red
- pri Islandcih: Alfreð
- pri Špancih: Alfredo

## Pogostost imena
Po podatkih Statističnega urada Republike Slovenije je bilo na dan 31. decembra 2007 v Sloveniji število moških oseb z imenom Alfred: 238.

## Osebni praznik
V koledarju je ime Alfred zapisano 12. januarja (Alfred, opat, † 12. jan. 1005 ali 1006).

## Znane osebe
- Alfred Adler, avstrijski psiholog
- Alfred Hitchcock, angleški filmski režiser
- Alfred Neubauer, dolgoletni športni direktor dirkaškega oddelka Mercedes-Benza
- Alfred Nobel, švedski kemik in izumitelj, ustanovitel Novelove nagrade
- Alfred Veliki, anglosaški kralj, ki je strl moč danskih vikingov